# Airspeed Consul

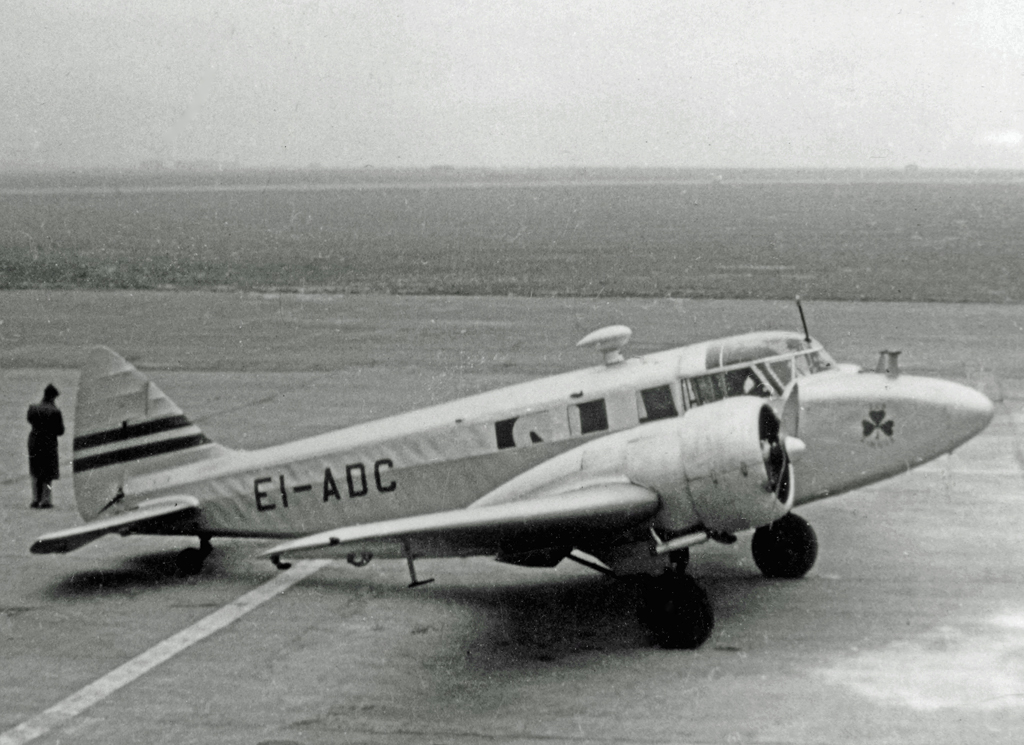
Consul van Aer Lingus in 1949

De Airspeed AS.65 Consul was een Brits licht tweemotorig verkeersvliegtuig uit de periode na de Tweede Wereldoorlog. De Consul was een tot civiel verkeersvliegtuig omgebouwde Airspeed Oxford, een lesvliegtuig van de Royal Air Force.
Vanaf 1946 werden 162 Oxfords omgebouwd tot Consuls. De Consul kon, met een tweekoppige bemanning, vijf passagiers met bagage vervoeren. Het type werd gebruikt door kleine luchtvaartmaatschappijen in Groot-Brittannië en diverse andere landen; het was het eerste type van de nieuw opgerichte Malayan Airways, de voorloper van Singapore Airlines en Malaysia Airlines. Enkele grote bedrijven kochten het toestel voor zakenvluchten.
De Consul werd ook gekocht door militaire gebruikers, waaronder de Force Publique van Belgisch-Congo die zes toestellen kocht.